# می فانگ
می فانگ (چینی: 梅方؛ زادهٔ ۱۴ نوامبر ۱۹۸۹) یک بازیکن فوتبال اهل جمهوری خلق چین است.
وی همچنین سابقه حضور و بازی در تیم ملی فوتبال چین را دارد.